# Guiorgui Assanidze
Guiorgui Leonidov Assanidze (30 de agosto de 1975, em Sachkhere) é um georgiano, campeão mundial e olímpico em halterofilismo.
Assanidze foi campeão olímpico em 2004, com 382,5 kg no total combinado (177,5 no arranque e 205 no arremesso), na categoria até 85 kg.
Ele definiu dois recordes mundiais no arranque, que foram:
| Data                   | Marca  | Classe de peso | Lugar |
| 12 de novembro de 1998 | 168 kg | –77 kg         | Lahti |
| 29 de abril de 2000    | 181 kg | –85 kg         | Sófia |